# Scarlat Ghica
Scarlat Ghica (fl. XVIII secolo) è stato un nobile rumeno.
Fratello di Matei Ghica, fu gospodaro di Moldavia dal 1757 al 1758 e di Valacchia dal 1758 al 1761 e dal 1765 al 1766.
Fu membro della Massoneria.